# Wahlkreis Dunfermline East (Schottisches Parlament)
| Dunfermline East                         |
| ---------------------------------------- |
| Dunfermline East · Mid Scotland and Fife |
| Gebildet                                 |
| 1999                                     |
| Abgeschafft                              |
| 2011                                     |
| Regionen                                 |
| Fife                                     |

Dunfermline East war ein Wahlkreis für das Schottische Parlament. Er wurde 1999 als einer von neun Wahlkreisen der Wahlregion Mid Scotland and Fife eingeführt, die im Zuge der Revision der Wahlkreise im Jahre 2011 neu zugeschnitten wurde und weiterhin neun Wahlkreise umfasst. Hierbei wurde der Wahlkreis Dunfermline East abgeschafft. Er umfasste östlich und nördlich von Dunfermline liegende Gebiete der Council Area Fife mit den Städten Cowdenbeath, Dalgety Bay und Inverkeithing. Die Gebiete des ehemaligen Wahlkreises wurde weitgehend von den neuen Wahlkreisen Cowdenbeath und Dunfermline aufgenommen. Bei Zensuserhebung 2001 lebten insgesamt 67.166 Personen innerhalb seiner Grenzen. Es wurde ein Abgeordneter entsandt. 

## Wahlergebnisse

### Parlamentswahl 1999
| Ergebnisse der Parlamentswahl 1999 | Ergebnisse der Parlamentswahl 1999 | Ergebnisse der Parlamentswahl 1999 | Ergebnisse der Parlamentswahl 1999 |
| Partei                             | Kandidat                           | Stimmen                            | %                                  |
| ---------------------------------- | ---------------------------------- | ---------------------------------- | ---------------------------------- |
| Labour                             | Helen Eadie                        | 16.576                             | 55,9                               |
| SNP                                | David McCarthy                     | 7877                               | 26,6                               |
| Conservative                       | Carrie Ruxton                      | 2931                               | 9,9                                |
| Liberal Democrats                  | Fred Lawson                        | 2275                               | 7,7                                |

### Parlamentswahl 2003
| Ergebnisse der Parlamentswahl 2003               | Ergebnisse der Parlamentswahl 2003 | Ergebnisse der Parlamentswahl 2003 | Ergebnisse der Parlamentswahl 2003 | Ergebnisse der Parlamentswahl 2003 |
| Partei                                           | Kandidat                           | Stimmen                            | %                                  | ±                                  |
| ------------------------------------------------ | ---------------------------------- | ---------------------------------- | ---------------------------------- | ---------------------------------- |
| Labour                                           | Helen Eadie                        | 11.552                             | 49,9                               | −6,0                               |
| SNP                                              | Janet Law                          | 4262                               | 18,4                               | −8,2                               |
| Conservative                                     | Stuart Randall                     | 2485                               | 10,7                               | +0,8                               |
| Independent Campaign for Local Hospital Services | Brian Walker Stewart               | 1890                               | 8,2                                | +8,2                               |
| Socialist                                        | Linda Graham                       | 1537                               | 6,6                                | +6,6                               |
| Liberal Democrats                                | Rodger Spillane                    | 1428                               | 6,2                                | −1,5                               |
| Wahlbeteiligung: 23.154 (44,83 %)                |                                    |                                    |                                    |                                    |

### Parlamentswahl 2007
| Ergebnisse der Parlamentswahl 2007 | Ergebnisse der Parlamentswahl 2007 | Ergebnisse der Parlamentswahl 2007 | Ergebnisse der Parlamentswahl 2007 | Ergebnisse der Parlamentswahl 2007 |
| Partei                             | Kandidat                           | Stimmen                            | %                                  | ±                                  |
| ---------------------------------- | ---------------------------------- | ---------------------------------- | ---------------------------------- | ---------------------------------- |
| Labour                             | Helen Eadie                        | 10.995                             | 44,8                               | −5,1                               |
| SNP                                | Ewan Dow                           | 7002                               | 28,5                               | +10,1                              |
| Conservative                       | Graeme Brown                       | 3718                               | 15,1                               | +4,4                               |
| Liberal Democrats                  | Karen Utting                       | 2853                               | 11,6                               | +5,4                               |
| Wahlbeteiligung: 24.568 (48,06 %)  |                                    |                                    |                                    |                                    |